# I (いきものがかりのアルバム)
『I』（アイ）は、いきものがかりのメジャー6作目のオリジナル・アルバム。2013年7月24日にCDで発売。発売元はエピックレコードジャパン。

## 概要
前作『NEWTRAL』から、バラード・ベストアルバム『バラー丼』を経て約1年5ヶ月ぶりに発売されたオリジナルアルバム。「ハルウタ」から「笑顔」までのシングルA面曲4曲を含む全14曲が収録されているが、今までの作品とは異なりインディーズアルバムからのリアレンジ版は収録されておらず、「東京」を除く全曲がメジャー・デビュー後に制作された楽曲となっている。オリジナルアルバムで収録時間が70分を超えたのは本作が初めてである。
初回生産限定盤はスペシャル三方背BOX/3面デジパックCD+DVDケース仕様で、特典として「イッキーモンキーのiラジオ（メンバーと参加したサウンドプロデューサーによるアルバム解説）収録DVD」「スペシャル12面パノラマフォトシート」「いきものカード036」「いきものがかりの みなさん、こんにつあー!! 2013 〜I〜 チケット特別抽選先行案内」が付属している（いきものカードとチケット抽選案内は初回仕様限定盤にも付属）。
タイトル『I』はいきものがかりの頭文字「I」と、「愛」「哀」などいくつもの意味を掛け合わせているもので、メンバーは「前作の『NEWTRAL』よりもニュートラルな感じにできた作品」と述べている。

## チャート成績
発売初週に約11.2万枚を売り上げて、2013年8月5日付オリコンアルバムチャートで『My song Your song』から6作連続となる初登場1位を獲得。 男女混成グループの6作連続1位獲得は、DREAMS COME TRUEが『MILLION KISSES』（1990年）から『LOVE UNLIMITED∞』（1996年）で達成して以来、17年4か月ぶりとなった。

## 収録曲
- CDは初回生産限定盤・初回仕様限定盤・通常盤共通収録。既発曲の解説は各収録作品を参照のこと。

### CD
1. 笑顔 （4:58）
  - 作詞･作曲：水野良樹 / 編曲：亀田誠治

26thシングル。
2. 1 2 3 〜恋がはじまる〜 （4:57）
  - 作詞･作曲：水野良樹 / 編曲：本間昭光

25thシングル。
3. ぱぱぱ〜や （5:08）
  - 作詞･作曲：水野良樹 / 編曲：本間昭光

「じょいふる」と同時期に書いた曲で、タイトルは制作時に思い浮かんだ言葉をそのまま使用したものである[4]。
4. 恋跡 （4:43）
  - 作詞･作曲：山下穂尊 / 編曲：田中ユウスケ、近藤隆史

曲の読み方は「こいあと」。
テーマは「失恋」で、2009年頃に書かれた[4]。
5. ハルウタ （4:53）
  - 作詞･作曲：山下穂尊 / 編曲：江口亮 / 弦編曲：江口亮、村山達哉

23rdシングル。
6. マイサンシャインストーリー （5:25）
  - 作詞･作曲：山下穂尊 / 編曲：島田昌典

日産自動車「日産・セレナ」CMソング[5]。
7. なんで （6:02）
  - 作詞･作曲：水野良樹 / 編曲：亀田誠治

曲のテーマは「失恋」である[4]。
8. あしたのそら （4:45）
  - 作詞･作曲：山下穂尊 / 編曲：本間昭光

25thシングル「1 2 3 〜恋がはじまる〜」のカップリング曲。
カップリング曲がオリジナルアルバムに収録されたのは、 『My song Your song』に収録された「Happy Smile Again」「message」以来となる。
アルバムの選曲が完了した後、マスタリングの直前で水野の提案により入れることが決まった。メンバーは、「どこにでも差し込めそうな安心感があった」と発言している。
9. 風乞うて花揺れる （5:55）
  - 作詞･作曲：山下穂尊 / 編曲：蔦谷好位置

地元の神奈川県海老名市の情景を意識して作った楽曲[4]。
10. MONSTAR （3:40）
  - 作詞･作曲：水野良樹 / 編曲：鈴木Daichi秀行

「じょいふる」「KISS KISS BANG BANG」などに通じるような非常にポップな楽曲[4]。
水野は楽曲制作に長時間かける傾向があるが、この曲に関しては珍しく短時間で書きあげた[4]。
11. 恋愛小説 （5:02）
  - 作詞･作曲：水野良樹 / 編曲：亀田誠治

テーマは「失恋」で、曲自体は制作の3年ほど前に描かれたもの[4]。
12. 東京 （4:23）
  - 作詞･作曲：吉岡聖恵 / 編曲：蔦谷好位置

テーマは「上京」で、収録曲の中で唯一インディーズ時代から構想があった楽曲[4]。
13. 風が吹いている （7:40）
  - 作詞･作曲：水野良樹 / 編曲：亀田誠治

24thシングル。本作の曲の中で最も演奏時間が長い曲である。しかも、当アルバム発売当時も彼らの曲の中でも最も演奏時間が長い曲だった。
ベストアルバムでアルバム初収録となったシングルA面曲で、後発のオリジナルアルバムにも収録されたのはこの曲が初めてとなる[6]。
14. ぬくもり （5:41）
  - 作詞･作曲：山下穂尊 / 編曲：島田昌典

テーマは「上京」である[7]。
前曲「風が吹いている」で終了する案もあったが、「それだと力が入りすぎる」ということで本曲が最後に配置された[8]

### DVD（初回生産限定盤のみ）
「イッキーモンキーのiラジオ」
メンバーと本作のアレンジに参加した亀田誠治、本間昭光による収録曲の解説をメインとしたラジオ番組。楽曲のOAの部分ではPVの映像が一部用いられている。

## 参加ミュージシャン

### いきものがかり
- 吉岡聖恵（Vocal&Background Vocal）[9]
- 水野良樹（Electric Guitar,Acoustic Guitar&Background Vocal）[9]
- 山下穂尊（Acoustic Guitar,Harmonica&Background Vocal）[9]

- 林部直樹 by the courtesy of Sony Music Records Inc.[9]
- フジイケンジ（The Birthday） by the courtesy of UNIVERSAL SIGMA,A UNIVERSAL MUSIC COMPANY[9]
- 三井律郎（THE YOUTH） by courtesy of BM tunes [9]
- 成田ハネダ（パスピエ） appears by the courtesy of Warner Music Japan Inc.[9]